# Gimnastyka na Igrzyskach Wspólnoty Narodów Młodzieży 2011
Zawody w gimnastyce sportowej na Igrzyskach Wspólnoty Narodów Młodzieży 2011 odbyły się w położonym na wyspie Man mieście Douglas w dniach 8–11 września 2011 roku.

## Informacje ogólne
Zawody żeńskie odbyły się w czterech konkurencjach (skok, poręcze asymetryczne, równoważnia, ćwiczenia wolne), a męskie w sześciu konkurencjach (ćwiczenia wolne, koń z łękami, kółka, skok, poręcze, drążek). Odbyły się również zawody w wieloboju gimnastycznym i drużynowo. Każdy kraj mógł wystawić reprezentację składającą się maksymalnie z trzech zawodników każdej płci. Wiek rywalizujących w Manx Gymnastics Centre of Excellence juniorek musiał znajdować się w przedziale 13–15 lat (roczniki 1996–1998), juniorzy zaś, których zawody przeprowadzono w Ellan Vannin Gymnastics Centre, mogli mieć od 14 do 18 lat (roczniki 1993–1997). O czternaście kompletów medali walczyło zatem łącznie 54 zawodników i zawodniczek.
Sędziowie zawodów zostali wyznaczeni przez British Gymnastics – brytyjski związek tego sportu.

## Podsumowanie

### Klasyfikacja medalowa
| Miejsce | Reprezentacja     | Złoto | Srebro | Brąz | Razem |
| ------- | ----------------- | ----- | ------ | ---- | ----- |
| 1       | Anglia            | 8     | 5      | 5    | 18    |
| 2       | Australia         | 2     | 1      | 2    | 5     |
| 3       | Cypr              | 2     | 0      | 1    | 3     |
| 4       | Walia             | 1     | 3      | 2    | 6     |
| 5       | Szkocja           | 1     | 0      | 0    | 1     |
| 6       | Kanada            | 0     | 2      | 3    | 5     |
| 7       | Nowa Zelandia     | 0     | 2      | 0    | 2     |
| 8       | Południowa Afryka | 0     | 1      | 0    | 1     |
| 9       | Singapur          | 0     | 0      | 1    | 1     |
| Razem   | Razem             | 14    | 14     | 14   | 42    |

### Medaliści
| Konkurencja           | 1. miejsce                                                | 1. miejsce | 2. miejsce                                          | 2. miejsce | 3. miejsce                                             | 3. miejsce |
| Mężczyźni             | Mężczyźni                                                 | Mężczyźni  | Mężczyźni                                           | Mężczyźni  | Mężczyźni                                              | Mężczyźni  |
| --------------------- | --------------------------------------------------------- | ---------- | --------------------------------------------------- | ---------- | ------------------------------------------------------ | ---------- |
| Ćwiczenia wolne       | Australia · Declan Stacey                                 | 13.950     | Anglia · Brinn Bevan                                | 13.850     | Cypr · Michalis Krasias                                | 13.700     |
| Koń z łękami          | Cypr · Michalis Krasias                                   | 13.800     | Anglia · Jay Thompson                               | 13.500     | Anglia · Dominick Cunningham                           | 13.050     |
| Kółka                 | Cypr · Michalis Krasias                                   | 13.850     | Australia · Tyson Bull                              | 13.700     | Kanada · Curtis Graves                                 | 13.400     |
| Skok                  | Szkocja · Douglas Ross                                    | 14.825     | Anglia · Dominick Cunningham                        | 14.775     | Singapur · Tan Wei-An Terry                            | 14.450     |
| Poręcze               | Anglia · Jay Thompson                                     | 14.000     | Anglia · Brinn Bevan                                | 13.400     | Kanada · Curtis Graves                                 | 13.250     |
| Drążek                | Anglia · Dominick Cunningham                              | 13.750     | Kanada · Curtis Graves                              | 13.750     | Kanada · Kal Nemier                                    | 13.600     |
| Wielobój indywidualny | Anglia · Dominick Cunningham                              | 82.950     | Anglia · Jay Thompson                               | 80.400     | Walia · Harry Owen                                     | 79.550     |
| Wielobój drużynowy    | Anglia · Brinn Bevan · Dominick Cunningham · Jay Thompson | 238.700    | Kanada · Zachary Clay · Curtis Graves · Kal Nemier  | 229.150    | Australia · Tyson Bull · Kent Pieterse · Declan Stacey | 221.950    |
| Kobiety               |                                                           |            |                                                     |            |                                                        |            |
| Skok                  | Anglia · Rebecca Tunney                                   | 13.350     | Południowa Afryka · Kirsten Beckett                 | 13.250     | Anglia · Abi Caig                                      | 13.200     |
| Poręcze asymetryczne  | Anglia · Charlie Fellows                                  | 13.250     | Walia · Raer Theaker                                | 13.100     | Walia · Angel Romaeo                                   | 13.000     |
| Równoważnia           | Australia · Emma Nedov                                    | 13.300     | Walia · Raer Theaker                                | 13.050     | Anglia · Charlie Fellows                               | 12.750     |
| Ćwiczenia wolne       | Anglia · Abi Caig                                         | 13.850     | Nowa Zelandia · Brittany Robertson                  | 13.700     | Anglia · Rebecca Tunney                                | 13.650     |
| Wielobój indywidualny | Walia · Angel Romaeo                                      | 53.350     | Nowa Zelandia · Brittany Robertson                  | 52.750     | Anglia · Abi Caig                                      | 52.500     |
| Wielobój drużynowy    | Anglia · Abi Caig · Charlie Fellows · Rebecca Tunney      | 159.750    | Walia · Kiera Brennan · Angel Romaeo · Raer Theaker | 156.000    | Australia · Alex Eade · Maddi Leydin · Emma Nedov      | 148.850    |